# Barvalo
Barvalo er en kortfilm fra 2012 instrueret af Rasmus Kloster Bro efter manuskript af Mikkel Bak Sørensen, Lars Bang og Rasmus Kloster Bro.

## Handling
Et sigøjner-drama skabt gennem improvisationer med lokale romaer i Nordsjælland. Den unge sigøjner Mile bliver gift med Simona, og brylluppet er storslået som traditionen byder. Men Miles far har holdt bryllup for lånte penge, og da gælden indhenter ham, forsvinder han, og svigerfaren tager sin datter tilbage. I kampen for sit ægteskab finder Mile ud af, hvad en dreng er værd uden sin far.